# Credit Default Swap Index
Ein Credit Default Swap Index oder kurz auch CDS-Index ist eine Kennzahl für die Entwicklung der Kosten des Schutzes gegen Kreditausfall von ausgewählten Schuldnern. Er soll die Entwicklung des Kreditderivatemarktes repräsentativ dokumentieren.
CDS Indizes werden in Basispunkten des Nennwerts notiert. Dieses gibt die jährlichen Kosten in Abhängigkeit vom versicherten Nennwert für eine anteilige Absicherung der im Index vertretenen Schuldner.
Ein Credit Default Swap auf einen CDS-Index wird Index CDS genannt.

## Index-Familien
Die zwei bedeutendsten CDS-Index-Familien sind CDX für Schuldner aus Nordamerika und aus Schwellenländern sowie iTraxx für den europäischen und asiatischen Raum. Beide Familien werden vom Dienstleister MarkIt betreut.
| Familie            | Typ               | Index-Name               | Anzahl der Mitglieder | Beschreibung                                                                      |
| ------------------ | ----------------- | ------------------------ | --------------------- | --------------------------------------------------------------------------------- |
| Europa             | Benchmark Indizes | iTraxx Europe            | 125                   | Die liquidesten Adressen der letzten 6 Monate vor dem Rollen der Zusammenstellung |
| Europa             | Benchmark Indizes | iTraxx Europe HiVol      | 30                    | Adressen mit den höchsten Preisen des iTraxx Europe                               |
| Europa             | Benchmark Indizes | iTraxx Europe Crossover  | 50                    | Adressen von spekulativer Bonität                                                 |
| Europa             | Sektor Indizes    | iTraxx Non-Financials    | 100                   | Adressen außerhalb des Finanzsektors                                              |
| Europa             | Sektor Indizes    | iTraxx Senior Financials | 25                    | nachrangige Senior Adressen                                                       |
| Europa             | Sektor Indizes    | iTraxx Sub Financials    | 25                    | nachrangige Junior Adressen                                                       |
| Europa             | Sektor Indizes    | iTraxx TMT               | 20                    | Telekommunikation, Medien und Technologie – inzwischen eingestellt                |
| Europa             | Sektor Indizes    | iTraxx Industrials       | 20                    | inzwischen eingestellt                                                            |
| Europa             | Sektor Indizes    | iTraxx Energy            | 20                    | inzwischen eingestellt                                                            |
| Europa             | Sektor Indizes    | iTraxx Consumers         | 30                    | inzwischen eingestellt                                                            |
| Europa             | Sektor Indizes    | iTraxx Autos             | 10                    | inzwischen eingestellt                                                            |
| Asien/Australien   | Benchmark Indizes | iTraxx Japan             |                       |                                                                                   |
| Asien/Australien   | Benchmark Indizes | iTraxx Australia         |                       |                                                                                   |
| Asien/Australien   | Benchmark Indizes | iTraxx Asia ex-Japan IG  |                       |                                                                                   |
| Asien/Australien   | Benchmark Indizes | iTraxx Asia ex-Japan HY  |                       |                                                                                   |
| Nordamerika        | Benchmark Indizes | CDX.NA.IG                |                       |                                                                                   |
| Nordamerika        | Benchmark Indizes | CDX.NA.IG.HVOL           |                       |                                                                                   |
| Nordamerika        | Sektor Indizes    | CDX.NA.IG.CONS           |                       |                                                                                   |
| Nordamerika        | Sektor Indizes    | CDX.NA.IG.ENRG           |                       |                                                                                   |
| Nordamerika        | Sektor Indizes    | CDX.NA.IG.FIN            |                       |                                                                                   |
| Nordamerika        | Sektor Indizes    | CDX.NA.IG.INDU           |                       |                                                                                   |
| Nordamerika        | Sektor Indizes    | CDX.NA.IG.TMT            |                       |                                                                                   |
|                    | Benchmark Indizes | CDX.EM                   |                       |                                                                                   |
| CDX.EM.DIVERSIFIED | Benchmark Indizes |                          |                       |                                                                                   |